# Brainiac 5
Brainiac 5 (Querl Dox) é um personagem fictício de histórias em quadrinhos, que existe nos séculos 30 e 31 do Universo DC. Ele é um membro de longa data do grupo Legião dos Super-Heróis, publicado pela editora estadunidense DC Comics. Brainiac 5 é do planeta Colu.

## História da publicação
Brainiac 5 apareceu pela primeira vez em nome em Action Comics #276 (Maio de 1961) e foi criado por Jerry Siegel e Jim Mooney.

## Biografia do personagem fictício
O herdeiro de Brainiac se revelou em Action Comics #276, em uma história secundária da Legião dos Super-Heróis. Apresentado como um jovem loiro de pele esverdeada chamado Querl Dox, ou Brainiac 5, ele acreditava ser descendente do século 30 de Brainiac, vilão do Superman. Diferente de seu aparente ancestral, Brainiac 5 usa seu "intelecto de nível 12" para auxiliar as forças do Bem. Juntou-se à Legião na mesma época que a Supergirl, por quem se apaixonou. Seu planeta-natal era citado, variando entre Yod ou Colu.

### Era de Prata
Brainiac 5 fez sua primeira aparição na revista Action Comics #276 (maio 1961). Um adolescente verde-limão, loiro e vestido em um uniforme roxo. Reivindicou a descendência do Brainiac original, um vilão do Superman. Desejou se juntar a Legião como forma de compensar os atos vilanescos de seu antepassado. Quando Brainiac 1 revelou-se como um andróide criado pelos Computadores Tiranos, descobriu-se que Brainiac 5 era na verdade descendente de  Brainiac 2, líder da rebelião contra os Computadores Tiranos. Brainiac o tinha “adotado” momentaneamente.
A genialidade de Brainiac 5 conduziu à invenção de várias coisas: o anel do voo dos Legionários (baseado em um metal descoberto por Mon-El), o soro que permitiu a Mon-El sair da Zona Fantasma; e o aparelho de assinatura do caráter.
Outra criação Brainiac 5 teria efeitos menos benéficos: o super-computador Computo tentou dominar o mundo. Seu ataque levou a morte uma das duplicadas da Moça Tripla (heroína que se chama atualmente de Dama Dupla). Brainiac 5 destruiu o computador, mas deixou evidente uma das falhas de seu caráter: um tendência de iniciar projetos sem considerar os perigos. Um exemplo anterior dessa deficiência foi quando transformou (com a ajuda do legionário honorário Ron Vidar) o amigo professor Jaxon Rugarth no psicótico Homem Infinito.
De fato, com o tempo Brainiac 5 se tornou cada vez mais instável. Atraído pela Supergirl em Superboy #204 (Set/outubro 1974), criou uma duplicata robô da heroína enquanto dormia, acreditando que era a verdadeira Supergirl. Aparentemente havia se recuperado desse surto, mas depois tornar-se-ia ainda mais desequilibrado.
Em Superboy #224 (fevereiro 1977), a Legião encontrou Pulsar Stargrave, um bandido que convenceu Brainiac 5 de que era seu pai perdido de Colu. Brainiac 5 aliou-se a Stargrave para combater o mago Mordru, mas a influência do vilão andróide assombrá-lo-ia por muito tempo ainda. (Foi dito em Superboy #225 que Stargrave era realmente o Brainiac andróide original , mas a verdade disto é incerta).
Quando Stargrave assassinou a namorada do Ultra-Rapaz Ryd, usou um Brainiac 5 enlouquecido, que acusou o legionário do assassinato. Camaleão suspeitou de haver algo errado e conseguiu provar a loucura de Brainiac 5, que tentava destruir o universo utilizando a Máquina Milagrosa, um dispositivo que torna pensamentos em realidade. A máquina foi destruída pelo Digestor, que a ingeriu. Brainiac 5 e Digestor foram internados depois desse episódio, pois os efeitos da máquina também o deixaram insano. Os dois depois se recuperaram.
Brainiac 5 finalmente recuperou sua sanidade e tornou a reunir a Legião de Super-Heróis. Mais tarde, entretanto, foi acusado de ter ele mesmo assassinado a namorada de Ultra-Rapaz. Para provar sua inocência, confrontou e derrotou Stargrave. Depois de recuperar o Digestor, encontrou um meio de controlar Computo.

### Pós-Crise
Em Legion dos Super-Heroes (Vol 3) #16 (outubro 1985), publicado simultaneamente com Crise nas Infinitas Terras #10, Brainiac 5 é mostrado melancólico, sentido pelo milésimo aniversário da  morte de Supergirl. Apesar de a Supergirl ter sido eliminada da existência pós-crise, Brainiac 5 (assim como todos os demais) não perderam qualquer recordação dela.
Com a reformulação do Brainiac original, desta vez como Vril Dox, um ser biológico do planeta Colu que transferiu sua mente para o artista circense Milton Fine, Brainiac 5 voltou a ser descendente do vilão inimigo do Superman. Vril Dox II, filho de Vril Dox e também ancestral de Querl Dox, viria a criar e liderar, ainda no século XX, a força policial interestelar conhecida como L.E.G.I.Ã.O., que inspiraria a Legião do século XXX.
Com exceção disso, a história de Brainiac 5 não foi relativamente afetada pela Crise. Quem primeiramente substituiu Supergirl em sua história foi Laurel Gand, uma Daxamita e possível descendente de Mon-El. Ao contrário de Supergirl, ela era nativa do século XXX.
Depois do fim do universo compacto do Superboy, Brainiac 5 e os Legionários juraram vingança contra o Senhor do Tempo. Para isto, recrutaram o Homem Infinito. O Homem Infinito e o Senhor do Tempo aparentemente se destruiram mutuamente. Brainiac 5 deixou a Legião após ser acusado de assassinar o professor Rugarth. Voltou a Legião em (Vol 3) em #63 (agosto 1989), depois do intervalo de cinco anos da história da Legião.

### A guerra com os Kúndios
Nesse intervalo as coisas tinham mudado radicalmente para os heróis da Legião: houve uma debandada da Legião e uma guerra com o império Kúndio, que tinha resultado em um acordo assinado entre o governo da Terra e os Domínions. Quando a Legião dos Super-Heróis (vol 4) começou, Brainiac 5 estava dedicado  a encontrar uma cura para a praga de Validus, uma doença infecciosa que afligiu um planeta inteiro e aleijou o antigo Rapaz Relâmpago, Garth Ranzz.
Brainiac 5 juntou outros Legionários em procurar pelo pirata Roxxas do espaço, e esteve presente quando a equipe retornou oficialmente.
Após a guerra, Brainiac 5 descobriu que o fluxo temporal era extremamente instável, e a história da Legião estava em um fluxo constante. Esta era a primeira indicação da Zero Hora, o evento que conduziria a reformulação da história toda da Legião.

### Zero Hora
Depois da reformulação, o "novo" Brainiac 5 tornou-se praticamente sem emoções. Relaciona-se mal com os outros legionários, embora ainda continuasse atraído por Laurel Gand, chamada agora de Andrômeda. Quando Andrômeda morreu, era a única pessoa de quem ele sentiu falta de fato, uma experiência devastadora para alguém que suprime a emoção.
Querl Dox tinha inteligência elevada e interesse em experiências práticas acima da teoria, demonstrando irresponsabilidade com as conseqüências do uso de suas invenções.
Criou um método de voltar no tempo até o século XX, conduzindo o salvamento do herói daxamita Valor (Lar Gand) pela Legião. Brainiac 5 foi preso por viajar no tempo sem autorização. Foi perdoado mais tarde quando R.J.Brande se tornou o Presidente dos Planetas Unidos.

### Prisioneiro no século XX
Brainiac 5 foi um dos Legionarios aprisionados no século XX; gastou seus esforços para encontrar uma maneira de voltar a seu próprio tempo, usando o equipamento do século XX. Finalmente criou um computador capaz de fazer isto, utilizando uma caixa materna dos Novos Deuses e um responsômetro dos Homens Metálicos. Infelizmente, isto causou  o retorno de C.O.M.P.U.T.O. A Legião teve que derrotá-lo e separá-lo em suas partes componentes, antes de retornar a seu próprio tempo.
Quando esteve no século XX encontrou seus antepassados, Brainiac e Vril Dox II, bem como uma renascida Supergirl. Ironicamente, sentiu-se atraído por Supergirl, devido a sua semelhança com Andrômeda. (Algumas histórias sugeriram que a atração de Brainiac 5 para mulheres loiras altas esteve ligada a seu desejo de encontrar sua mãe, uma loira alta que o abandonou no nascimento.)

### Melhoramentos: Brainiac 5.1
Após seu retorno, ele fez parte de uma equipe que investigava uma anomalia misteriosa do espaço. A anomalia o "atualizou": agora tinha mais consideração pelos outros e tinha melhorado vastamente habilidades dos povos. Internalizado também seu instrumento do protetor da força. Seu amigo Portal apelidou o melhorado Querl Dox de “Brainiac 5.1”, um nome adotado pelo próprio.
Logo após o esse, a Legião investigou a organização criminosa/terrorista chamada o Círculo Escuro. Querl descobriu que sua mãe, Brainiac 4, era a líder do Círculo Escuro, encontrando va destruição maciça a única coisa capaz de lhe proporcionar emoções. O choque quase fez com ele revertesse a sua personalidade anterior, distante. Embora não tenha efetivamente revertido, Querl começou a ser um tanto sarcástico e novamente impaciente. Começou também a pesquisar sem considerar as conseqüências outra vez, inadvertidamente transformando a equipe de em uma “Legião Bizarro”.

### Legião perdida
Brainiac 5.1 era um dos legionários que foi lançado a uma galáxia distante. Ficaram um ano perdidos na galáxia e durante esse tempo, Brainiac 5.1 se sentiu bastante pressionado pois seus companheiros esperavam que ele encontrasse um jeito de voltarem ao lar. Confessou à Satúrnia que não sabia como fazer e nem onde ficava o "lar". Na mesma conversação, queixou-se do “melhoramento" do seu nome e acabou por voltar a se chamar Brainiac 5.
Ao finalmente conseguirem regressar, Brainiac 5 escolheu um local melhor para o Stargates, próximo do portal que usaram para voltar. Restaurando a conexão ao planeta Xanthu, souberam da guerra com Robótica, seu “lar robótico”. O líder de Robótica foi revelado como C.O.M.P.U.T.O.

### Nova série de Mark Waid, Threebot (2006-2009)
Na nova revista da Legião dos Super-Heróis, idealizada por Waid, Brainiac 5 é retratado de forma e comportamento semelhantes aos de seu antepassado, Vril Dox II da L.E.G.I.Ã.O. Ele é tão arrogante, insensível e egocêntrico quanto seu antepassado, e assim como Vril, Querl possui um tino político maquiavélico. Brainiac 5 tende à por planos em ação sem consultar o líder(Cósmico, Supergirl e depois Relâmpago). Cósmico chegou a suspeitar que o Coluano estivesse planejando dar um golpe para tomar a liderança da Legião.
Brainiac 5 tem uma relação insólita com a Nura Nal(Sonhadora); Inicialmente ele ficava irritado com o fato de que a legionária podia prever o futuro de forma acurada e sem usar nenhum método científico. No ápice da animosidade em relação a ela, ao questionar os poderes dela, Sonhadora o surpreendeu e chocou ao revelar que eles iria se casar no futuro. Quando Nura faleceu na destruição do QG da Legião, Brainiac 5 secretamente colocou o corpo dela em animação suspensa, tornou-se obcecado em tentar ressucitá-la. O seu plano aparentemente funcionou de forma parcial apenas, e Sonhadora agora só existe como espírito, sendo capaz de aparecer nos sonhos. A relação entre os dois tomou um novo caminho, e após passar uma noite com Nura (que de forma consensual tomou posse de uma medium), Querl a pediu em casamento.
Depois do desaparecimento de Cósmico, Brainiac se tornou um conselheiro para a nova Líder, Supergirl, e para Relâmpago, que assumiu em seguida. Durante a tentativa por parte de burocratas dos Planetas Unidos de tentar fechar à Legião, Brainiac introduziou à Relâmpago o novo Gerente de Negócios da Legião, M'Rissey que inicialmente havia sido "pré-aprovado" mas posteriormente rejeitado na seletiva para novos legionários, que virou a mesa, resultando no cessar da perseguição política e burocrática à Legião.
Na saga da guerra contra os invasores criados por seres que vivem em um plano virtual, Brainiac 5 organizou uma forca-tarefa para invadir o plano virtual, ao mesmo tempo que os invasores lançaram uma ofensiva aberta contra a galáxia. A força-tarefa foi bem sucedida em permitir que o Colunano tivesse acesso à matrix dos invasores, tomando controle da realidade virtual deles e de todos as forças invasoras. Ao final da guerra, Brainiac 5 clonou os corpos dos membros da força-tarefa (cujos corpos originais haviam sido trucidados pelos invasores durante a batalha na Torre da Legião), e adicionalmente, ele clonou um novo corpo para a Sonhadora, que com isso pôde oficialmente retornar à vida. O casamento entre os dois Legionários foi anunciado na última página do último número da revista regular da Legião (#50).

### Mundos Paralelos
Brainiac 5 apareceu na Equipe do Spider-Boy (de Homem-Aranha e Superboy) do título Amálgama dos quadrinhos de DC/Marvel. Foi fundido com o membro Martinex dos Guardiões da Galáxia, dando forma a Martinex 5.1. Era um membro da Legião dos Guardiões da Galáxia de 2099.

## Outras mídias
Em Superman: A série animada, Brainiac 5 apareceu no episódio “Meninos novos na cidade”, conversando com sua colega Tríade.  Nesta aparição breve, não ficou claro se ele possuía alguma ligação com Brainiac. Entretanto, seu traje tinha no peito um símbolo com três círculos dispostos em forma de um triângulo invertido, de forma similar aos discos na testa do Brainiac (e em seu ícone quando era um programa de computador), sugerindo algum tipo de conexão entre eles.
Reapareceu em um episódio de Liga da Justiça sem limites dublado por Czuchry Matt nos EUA e por José Leonardo no Brasil. É revelado que Brainiac tinha aprendido a passar biologicamente seu código e criou Brainiac 5 como ser orgânico. Ele traz o Arqueiro Verde, a Supergirl e o Lanterna Verde ao futuro para ajudar-lhe contra Os Cinco Fatais. Apaixona-se por Supergirl.
Fez parte do núcleo da Legião no desenho da equipe produzido em 2006. Foi dublado por Adam Wylie nos EUA e por Gustavo Pereira no Brasil.
Na última temporada do Smallville no episódio 4 Homecoming, Brainiac 5 é interpretado pelo James Masters,que é um clone criado pela Legião que mostra o passado e o futuro de Clark Kent, ajudando o Clark largar o sentimento de culpa da morte do seu pai, e pensar no destino como o novo heroi da humanidade: Superman.
Brainiac 5 apareceu na terceira temporada de Supergirl, interpretado por Jesse Rath, como um membro da Legião dos Super-Heróis. Ele foi mencionado pela primeira vez apenas como Querl no sétimo episódio, "Wake Up", por Mon-El. No entanto, em suas aparições subsequentes, ele é referido como "Brainy" por seus colegas Legionários, Mon-El e Imra Ardeen. No final da temporada, seu período de tempo em casa tornou-se inabitável e permanece no século XXI. Rath foi promovido a série regular para a quarta temporada.

### Poderes e Habilidades
Brainiac 5 possui um intelecto de grau 12, que lhe concede habilidades super-humanas de cálculo, memória surpreendente e know-how técnico excepcional. Pela comparação com a Terra do século XX, se fala que o grau de inteligência do povo é 6. A maioria de seus companheiros são do nível 8. A Terra do século XXXI ao todo a inteligência é de nível 9.